# Valle de Achondo
Valle de Achondo, o simplemente Achondo (oficialmente en euskera: Atxondo), es un municipio de la provincia de Vizcaya, País Vasco (España), perteneciente a la comarca del Duranguesado, con una población de 1447 habitantes según los datos del INE correspondientes al año 2007. La extensión del municipio es de 23,21 km², por lo que la densidad poblacional es de 62,34 hab./km²
Se formó por los antiguos municipios de las anteiglesias de Apatamonasterio, Arrazola y Axpe, tras su fusión en 1962.

## Toponimia
La etimología del topónimo Achondo proviene de (h)A(i)tz, 'roca', peña y ondo, 'al lado de', es decir, 'al lado de la peña'. A su vez, Axpe significa 'bajo la peña'.

## Historia
Hasta 1962, año en que las tres anteiglesias que ahora componen el municipio de Achondo se unen, cada una de ellas tiene su propia historia. Como todas las anteiglesias, sus orígenes se hunden en la historia y están entroncados en el origen de la Tierra Llana de Vizcaya. 
Las anteiglesias de Arrazola, Axpe y Apatamonasterio pertenecían a la Merindad de Durango y tenían voz y voto en sus Juntas Generales, que se celebraban en el complejo Juradero de Guerediaga y en la Casa de Juntas de Astola en Abadiano.

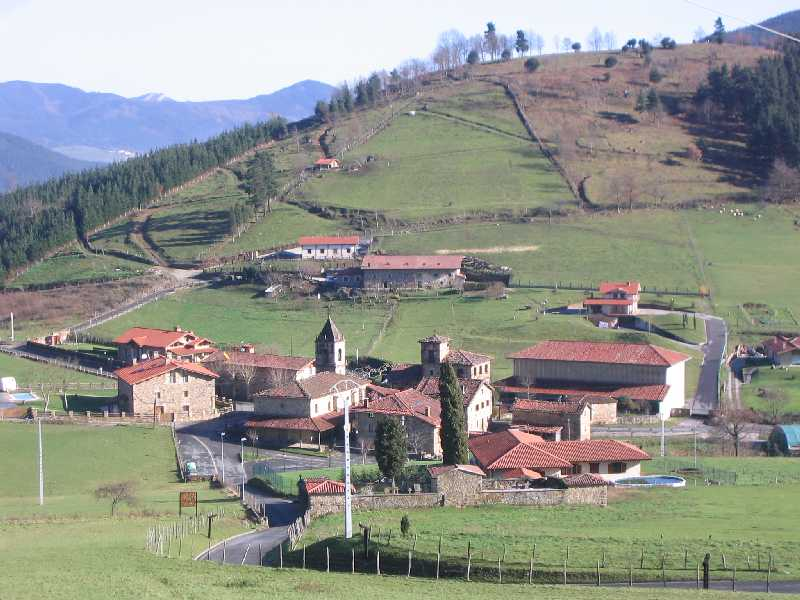
Barrio de Axpe
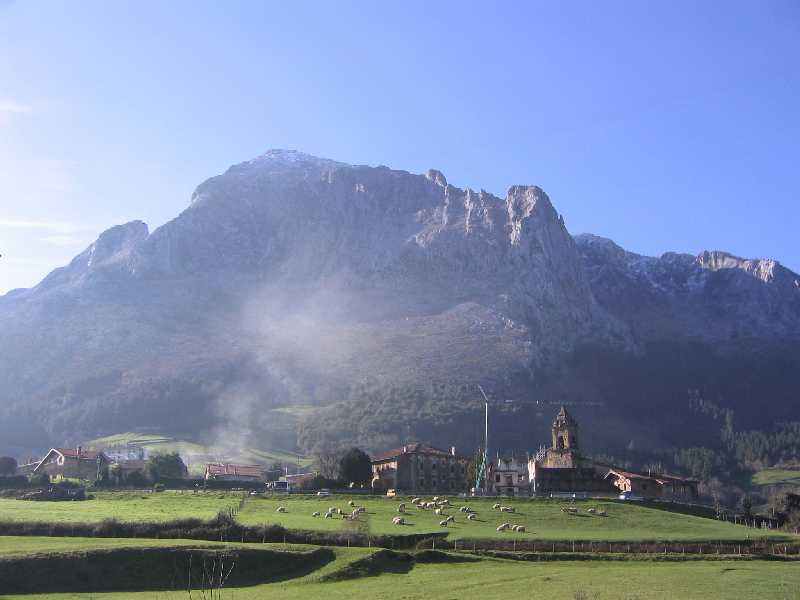
Barrio de Arrazola, con el Anboto detrás
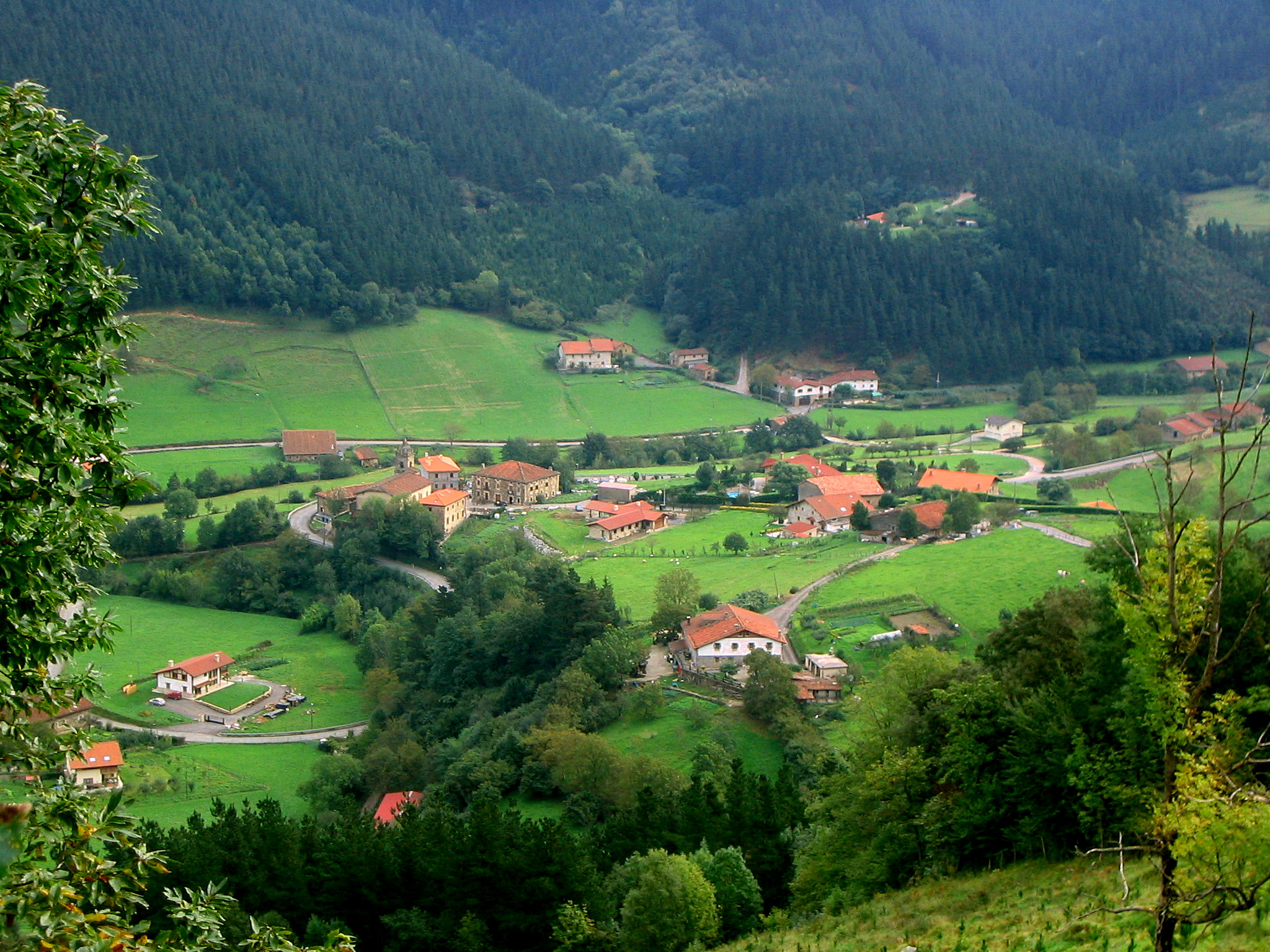
Barrio de Arrazola
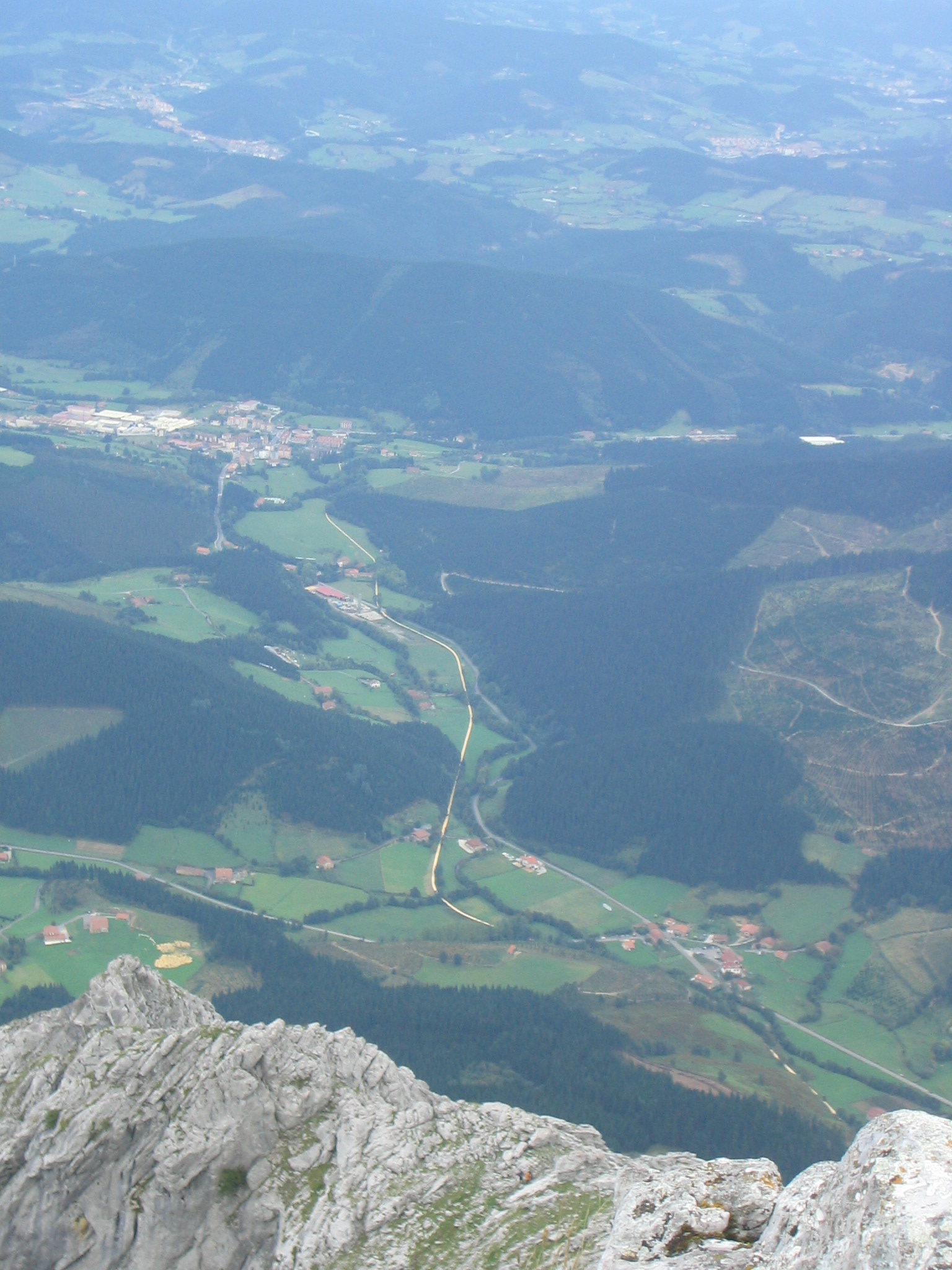
Barrio de Apatamonasterio y Marzana
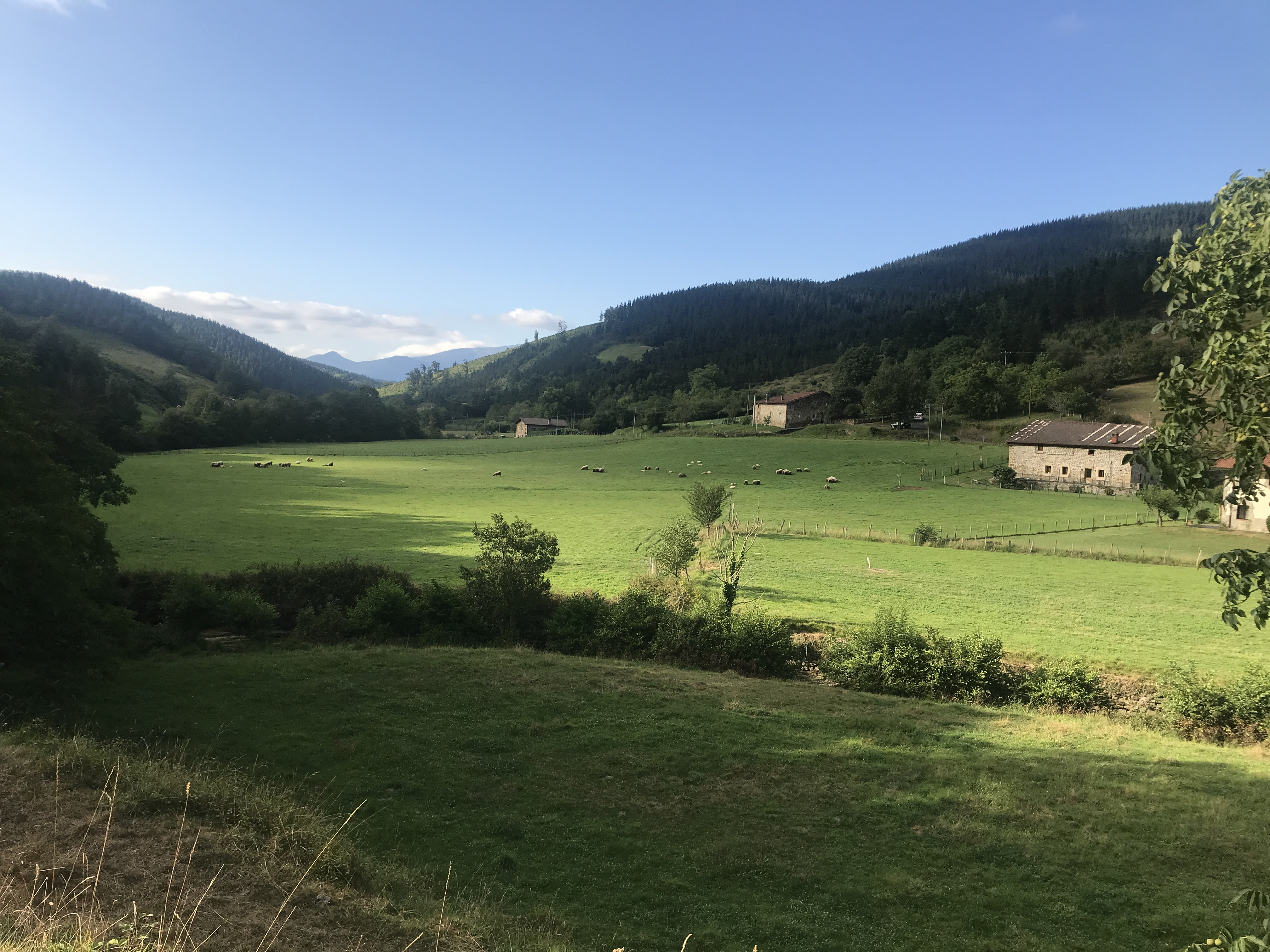
Vista del valle hacia Marzana

### Anteiglesia de Apatamonasterio
El nombre de Apatamonasterio significa 'monasterio de clérigos'; se escogió para diferenciar un monasterio que se fundó en este lugar de otro que existía en la vecina anteiglesia de San Agustín de Echevarría. 
Durante la Guerra de Bandos se sumó al bando de los oñacinos. Como miembro de la Merindad de Durango, contaba con asiento y voto número 10 en sus Juntas, y estaba regida por un fiel.
Hasta 1857 no tuvo parroquia propia, ya que su iglesia era aneja a la de Abadiano, primero, y luego a la de San Agustín. 
Históricamente su economía ha dependido fundamentalmente de la agricultura.

### Anteiglesia de Arrazola
Durante la Guerra de Bandos también perteneció a los oñacinos; la influencia del Señor de Marzana se hacía sentir en todo el valle. Como miembro de la Merindad de Durango, contaba con asiento y voto número 8 en sus Juntas, y estaba regida por un fiel.
De una de sus casa solares, de la de Urizar, fue hijo Esteban de Urizar, Capitán General de los ejércitos y gobernador del Perú durante el reinado de Felipe II.
En 1510 se constituyó la parroquia de San Miguel en lo que había sido una ermita por consentimiento de Juan Sáez y Sancho Martínez, a quienes los Reyes Católicos habían dado el privilegio de patronos perpetuos de la misma.
La economía de esta anteiglesia se ha basado en la agricultura y la ganadería, ya que en su valle, rodeado de las más altas montañas de la comarca, se abren terrenos llanos propicios para el pasto y la siembra. Ha destacado su producción de hierbas medicinales. Es destacable la actividad minera; desde 1739 a 1751 se explotaron minas de cobre y de jaspe. A principios del siglo XX se volvieron a abrir las minas y se construyó un ferrocarril para el transporte del mineral. La explotación de las mismas en el siglo XX trajo a la localidad población de muy variada procedencia y condición. La actividad minera se redujo en los años 20, pero algunas minas, La Profunda, La Caprichosa, Violeta y La Preciosa, permanecieron activas hasta mediados de esa centuria.
El ferrocarril minero se inauguró el 1 de febrero de 1904 y se cerró en 1950. La línea de vía estrecha recorría el valle desde Apatamonasterio, donde enlazaba con el ramal de Durango-Elorrio, hasta Arrazola, a pie de la zona minera, al lugar denominado El Tope. Este ferrocarril transportó mineral hasta 1925, y desde entonces hasta su cierre se usó para el transporte de madera y viajeros.

### Anteiglesia de Axpe
Al igual que las demás, también estuvo bajo la influencia de los señores de Marzana en la Guerra de Bandos, en la que perteneció al bando oñacino. Como miembro de la Merindad de Durango, contaba con asiento y voto número 9 en sus Juntas, y estaba regida por un fiel.
En 1550 se fundó la iglesia de San Martín en Marzana, junto a la casa torre de los Marzana, y en 1552 la ermita de San Juan Bautista de Axpe se convierte en parroquia (hasta entonces la población estaba dividida entre las parroquias de Abadiano y San Agustín).
La economía ha estado basada en la agricultura y ganadería. La minería también ha sido importante. Se han explotado minas de calamina, cobre, estaño y plomo. También ha tenido ferrerías.

## Geografía
Se sitúa en el extremo sudeste de la provincia y de la comarca, en el límite con Álava. Ocupa la zona más accidentada, desde las orillas del río Ibaizábal, que se forma aquí al recibir el río Zumelegi, procedente de Elorrio, el Arrazola o Txareta, hasta las cumbres de la sierra de Amboto (1296 m s. n. m.). La pared caliza que forman estos montes, que por este lado es muy abrupta con desniveles de más de 600 m, hace de telón de fondo a todo el municipio y le da el nombre.
Achondo limita con los siguientes municipios: al norte con Abadiano y Elorrio; al sur Aramayona (Álava); al este con Elorrio y al oeste con Abadiano.

### Composición
Axpe Achondo se puede dividir en dos zonas. La zona industrial, Apatamonasterio, de población agrupada en torno a las vías de comunicación, y el resto del municipio, con un hábitat disperso en caseríos o formando pequeños núcleos en las laderas de menor pendiente. Hasta hace pocos años había una constante salida de población hacia otros núcleos industriales del Duranguesado, pero desde 1977 ha ido aumentando con la instalación de algunas industrias. La población en el último censo es de 1507 habitantes.

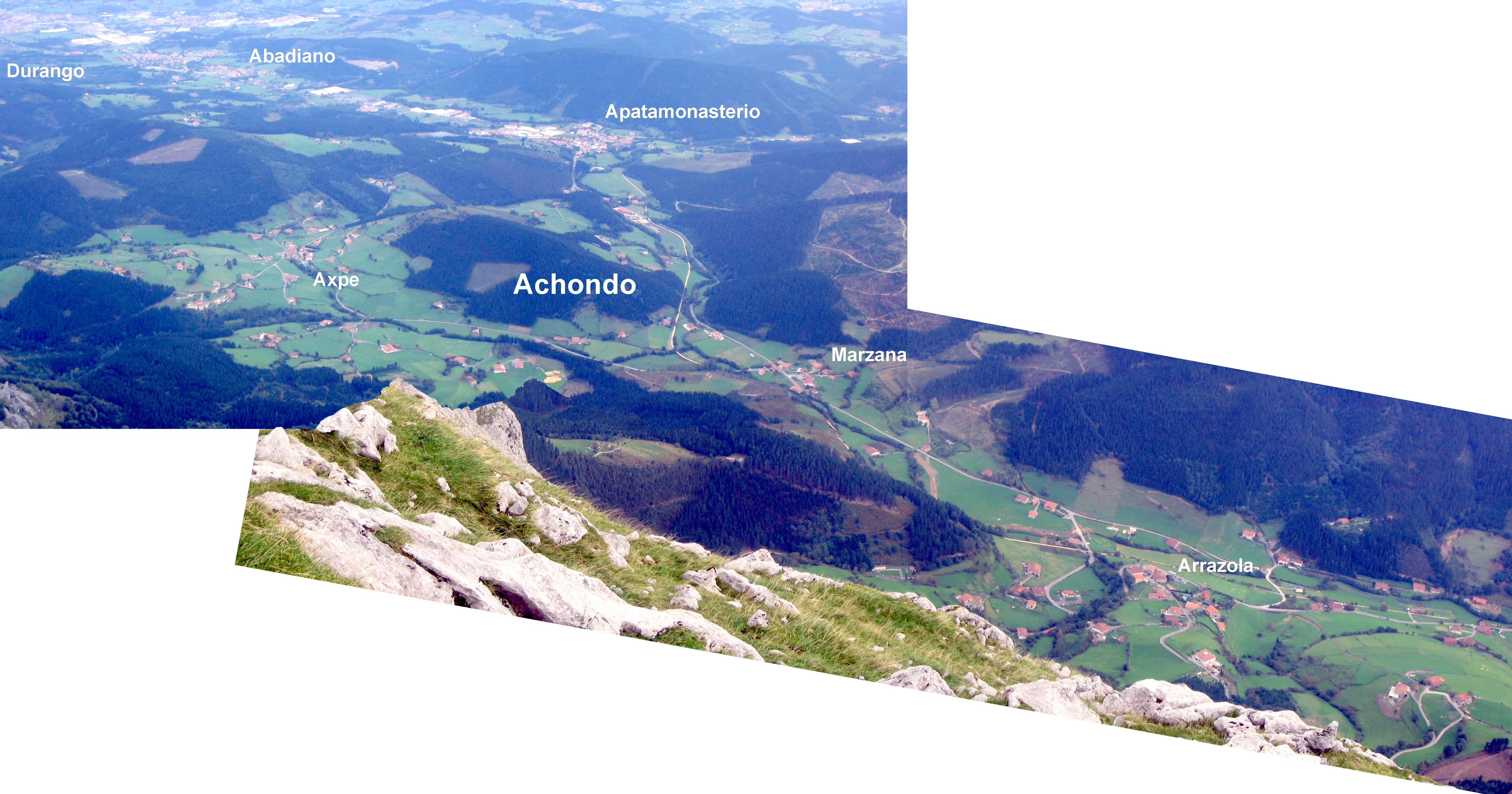
Vista general del Duranguesado con el valle de Achondo en primer término. Se rotulan los núcleos urbanos que componen el municipio y los municipios de Durango y Abadiano

### Hidrografía
El municipio se encuentra, fundamentalmente, enclavado en la cuenca del Ibaizábal. La zona más meridional, lindante ya con Álava, pertenece a la cuenca mediterránea. Allí se origina el río Azunza, que es afluente del Urkiola.
En Apatamonasterio el río procedente de Elorrio, al que hasta ese momento se ha llamado Zumelegi, adquiere el nombre de Ibaizabal al recibir el río Txareta, o Arrazola, que naciendo en el Besaide, recorre todo el valle de Arrazola recogiendo los pequeños regatos que vienen de los montes que lo rodean. Tiene una longitud de 7 km.

### Orografía
Las paredes de las peñas del Duranguesado o sierra de Anboto marcan el municipio. Este se extiende desde las orillas del Ibaizabal hasta las cumbres de la sierra de Anboto en vertiginoso desnivel, de más de 600 m. 
La alineación montañosa de dirección SE-NO recorre todo el centro y sur del área municipal. Entre ella y las orillas del río hay una serie de montes de menor altura por donde se desparraman los barrios rurales y las antiguas anteiglesias de Axpe y Arrazola.

## Demografía
Valle de Achondo cuenta con una población de 1356 habitantes (INE 2024).
| Gráfica de evolución demográfica de Valle de Achondo entre 1970 y 2021 |
| |
| Población de derecho según los censos de población del INE Población de hecho según los censos de población del INEEn este censo se denominaba Valle de Achondo: 1981 Entre el censo de 1970 y el anterior, aparece este municipio porque se fusionan los municipios 48504 (Apatamonasterio), 48506 (Arrazola) y 48508 (Axpe) |

### Comunicaciones
Las comunicaciones están centradas en la carretera BI-634, que cruza el municipio por el barrio de Apatamonasterio y une Durango con Mondragón. Esta ruta forma parte del eje Beasáin (Guipúzcoa)–Durango. En Durango enlaza con la N-634 y la autopista AP-8, que lo unen con las capitales de Vizcaya y Guipúzcoa, y en Mondragón con la AP-1, que lo une con la de Álava y toda la cuenca del Deva. De Apatamonasterio salen carreteras locales que enlazan con los barrios de Axpe y Arrazola. Se encuentra a 36 km de Bilbao, capital de la provincia y a 6 de Durango, cabeza comarcal.
En otro tiempo contó con ferrocarril. La línea Durango-Elorrio tenía estación en Apatamonasterio y de allí salía un ramal que llegaba hasta Arrazola. Este ramal se construyó como tren minero, pero daba también servicio de pasajeros.

## Economía
La actividad más relevante en Achondo es la agricultura y ganadería, siendo esta última la más relevante. También la industria, como en toda la comarca, tiene peso en la economía del municipio.
El sector primario. El predominio de fuertes pendientes en las laderas de suelo calizo no permite una explotación favorable del terreno. Ello hace que solamente una pequeña parte esté labrado. Las explotaciones agrícolas son de carácter pequeño, para el consumo propio y como mucho para la venta en los mercados de la comarca. La explotación ganadera está más desarrollada; se dedica fundamentalmente a la producción de vacuno de carne y leche, aunque también se cría ovino y caprino.
Aunque históricamente la explotación minera ha sido importante, con minas de cobre, plomo y hierro, entre otros minerales, que han sido explotadas desde la Edad Media (en algún caso hay indicios de explotaciones anteriores), esta cesó a mediados del siglo XX. La importancia de estas minas queda reflejada en la construcción de un ferrocarril minero que recorría todo el valle de Arrazola hasta las mismas, que estaban situadas bajo el collado del Besaide. Hay cierta actividad forestal.
El sector secundario. En Apatamonasterio, al lado de la carretera, se han instalado varias fábricas. Tiene importancia para el municipio una de papel, así como otras de transformados metálicos y herramientas. Las industrias ubicadas aquí están relacionadas íntimamente con todo el entorno industrial de la comarca del Duranguesado, así como del Alto y Bajo Deva.
El sector servicios es pequeño para cubrir las necesidades diarias de la población e influido por la cercanía de Durango, a donde se accede a realizar las compras más especializadas. Hay un cierto desarrollo del turismo y de la restauración, con establecimientos de buena calidad y algunos de renombre.

## Símbolos
El primer escudo heráldico del municipio se adoptó en 1979; en él se representa mediante triángulos la unión de las tres anteiglesias que componen el municipio. En 1998 se adopta un nuevo blasón de apariencia más tradicional, en el que se representan las armas originales de las anteiglesias de Apatamonasterio, Axpe y Arrazola.
Apatamonasterio está representada por dos llaves cruzadas en oro sobre un campo de azul haciendo referencia a San Pedro, patrón de la anteiglesia.
Arrazola está representada por un árbol de oro cruzado por dos lobos en sable sobre un campo de gules. Los lobos provienen del solar de los Jáuregui, antigua torre de Arrazola.
Axpe tiene sobre un campo de sinople una torre de plata sobre la que hay una estrella de ocho puntas en oro. Representación de las armas de los Marzana y los Jáuregui.

## Administración y política

### Gobierno municipal
| Partido político                                              | 2023  | 2023  | 2023       | 2019  | 2019  | 2019       | 2015  | 2015  | 2015       | 2011  | 2011  | 2011       | 2007  | 2007  | 2007       |
| Partido político                                              | %     | Votos | Concejales | %     | Votos | Concejales | %     | Votos | Concejales | %     | Votos | Concejales | %     | Votos | Concejales |
| Euskal Herria Bildu (EH Bildu)-Bildu                          | 57,29 | 436   | 6          | 44,66 | 377   | 4          | 48,31 | 385   | 5          | 57,61 | 473   | 6          | —     | —     | —          |
| Euzko Alderdi Jeltzalea-Partido Nacionalista Vasco (EAJ-PNV)  | 36,79 | 280   | 3          | 51,42 | 434   | 5          | 44,29 | 353   | 4          | 33,5  | 275   | 3          | 38,13 | 331   | 4          |
| Partido Socialista de Euskadi-Euskadiko Ezkerra (PSE-EE PSOE) | 2,89  | 22    | 0          | 1,42  | 12    | 0          | 2,13  | 17    | 0          | 3,29  | 27    | 0          | 5,88  | 51    | 0          |
| Partido Popular del País Vasco (PP)                           | 0,13  | 1     | 0          | 0,59  | 5     | 0          | 1,88  | 15    | 0          | 2,44  | 20    | 0          | 2,3   | 20    | 0          |
| Ezker Batua-Berdeak (EB-B)-Aralar                             | —     | —     | —          | —     | —     | —          | —     | —     | —          | —     | —     | —          | 2,65  | 23    | 0          |
| Eusko Abertzale Ekintza-Acción Nacionalista Vasca (EAE-ANV)   | —     | —     | —          | —     | —     | —          | —     | —     | —          | —     | —     | —          | 49,42 | 429   | 5          |

### Organización territorial
El municipio está compuesto por las entidades singulares de población de Apatamonasterio y Arrazola y por la entidad colectiva de población de Axpe Marzana, que a su vez incluye las entidades de Marzana, Olazabal, San Juan y Santiago.

## Cultura

### Patrimonio
En el municipio tienen relevancia las iglesias parroquiales de las antiguas anteiglesias, así como algunas casas solariegas y caseríos, baserriak en euskera. En Arrazola se encuentra el caserío considerado más antiguo de Vizcaya. También son destacables los molinos; algunos han dejado de moler hace muy pocos años.
- La iglesia parroquial de San Pedro, situada en Apatamonasterio, conserva del antiguo ermitorio un óculo gótico.

- La iglesia parroquial de San Miguel, situada en Arrazola, es de estilo gótico-renancentista. Se construyó en 1510 sobre una pequeña ermita. El altar mayor es barroco y en él destaca el conjunto escultórico del apostolado que le sirve de base. La torre del campanario se construyó en 1791 en estilo neoclásico.

- La iglesia parroquial de San Juan Bautista, situada en Axpe, ostenta una portada ojival decadente. Es de estilo isabelino de transición al plateresco.

- La iglesia parroquial de San Martín, situada en Marzana, forma parte del complejo palaciego que construyeron los señores de Marzana. Muestra en sus muros, debajo de la torre, el escudo de armas de la familia. El retablo es renacentista pero de labra popular con elementos pintados.

- La torre de los Marzana, frente a la iglesia de San Martín, es un palacio rural que fue reformado a comienzos del siglo XX pero que aún guarda vestigios de su origen medieval en parte de su fachada.

Hay numerosas ermitas por todo el territorio municipal. Lo más destacable es el magnífico paisaje natural que rodea los pequeños núcleos de población. Los acantilados del Anboto y del Alluitz, los desfiladeros calizos de altas paredes donde se practica la escalada y la magnífica conservación de todos ellos es un patrimonio que destaca sobresalientemente.
El trazado del antiguo tren minero ha sido reconvertido en paseo peatonal, en el que se han documentado las construcciones relevantes existentes a sus lados, así como los fenómenos naturales dignos de señalar, como el ojo del eskilar (Anbotoko bentanie) que luce Anboto al lado de la cueva donde Mari (la principal diosa de la mitología vasca) tiene su morada principal. Este recorrido, de 4,5 km de longitud se convierte en un museo natural y etnográfico.

### Fiestas
Las fiestas se siguen realizando en cada anteiglesia. Como es costumbre, se hacen en honor del patrón del barrio correspondiente. Estas son:
- En Axpe, 24 de junio, San Juan
- En Apatamonasterio, 29 de junio, San Pedro
- En Arrazola, 15 de agosto, Andra Mari, La Virgen
- En Marzana, 11 de noviembre, San Martín
- En Santiago, 25 de julio, Santiago